# Daigo Fukuryū Maru

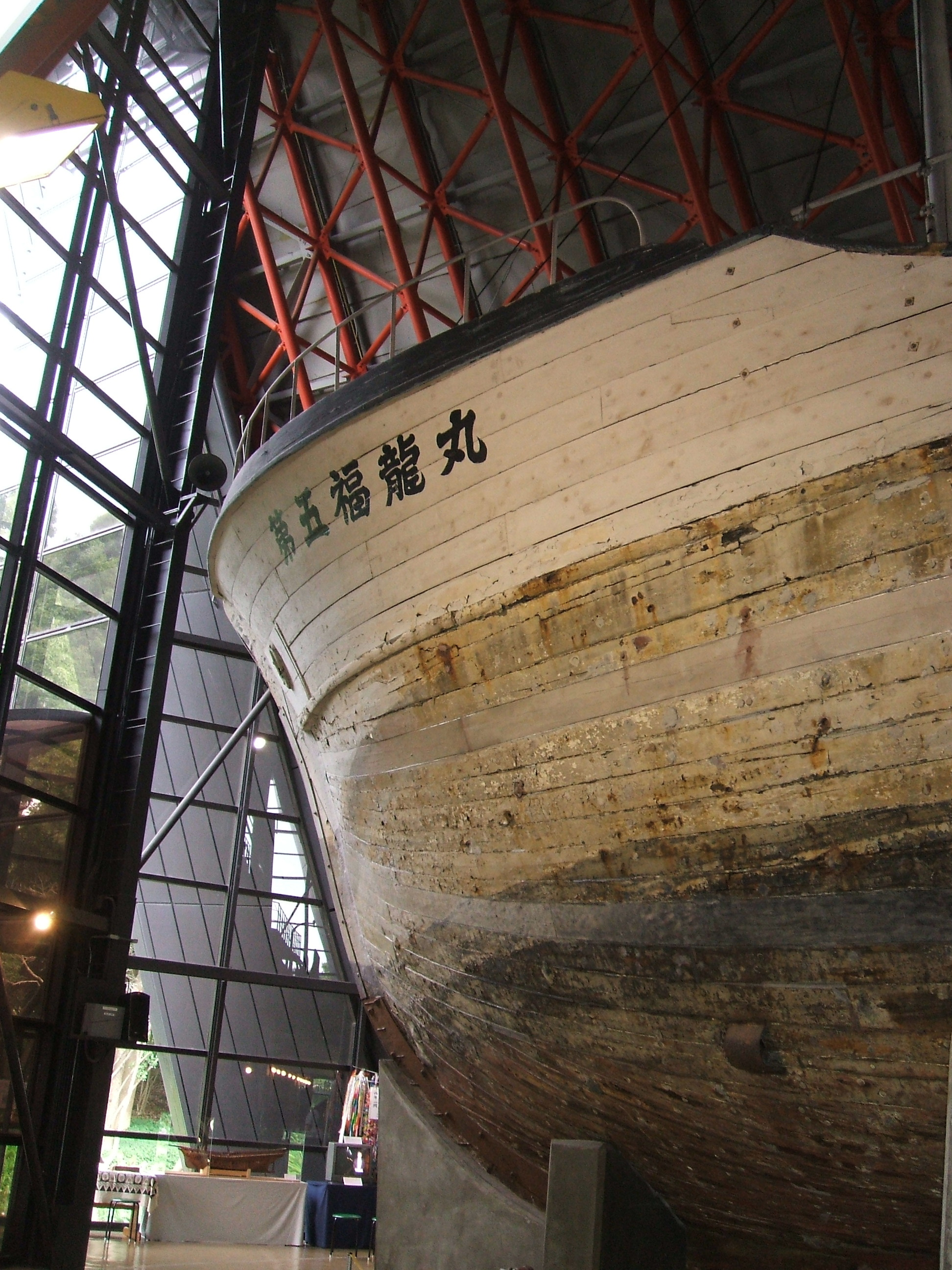
Le Daigo Fukuryū Maru.

Le Daigo Fukuryū Maru (第五福龍丸, « Dragon chanceux no 5 ») est un thonier japonais contaminé par des retombées radioactives lors de l'essai nucléaire de Castle Bravo dans l'atoll Bikini le 1er mars 1954, la bombe H la plus puissante jamais testée par les États-Unis.
Kuboyama Aikichi, l'opérateur radio du navire, meurt moins de sept mois plus tard en septembre 1954 d'un syndrome d'irradiation aiguë. C'est la première victime reconnue de cet essai.

## Histoire
Le navire est lancé à Koza en 1947 sous le nom de Dainana Kotoshiro Maru (第七事代丸, Kotoshiro Maru no 7). Il devient ensuite un bateau de pêche opérant depuis Yaizu et est renommé Daigo Fukuryū Maru.

## Contamination radioactive

### Explosion et contamination

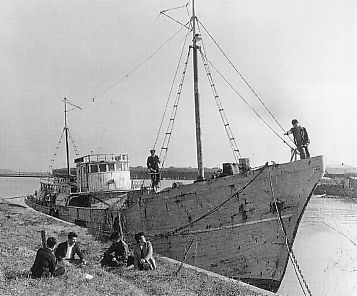
Daigo Fukuryū Maru au début des années 1950, peu avant sa contamination.

Le navire est touché par les retombées radioactives provenant de l'essai Castle Bravo sur Bikini dans les îles Marshall le 1er mars 1954. Selon le récit des Japonais, au moment de l'explosion, le ciel s'éclaire à l'ouest comme si l'aube venait. Huit minutes plus tard, le bruit de l'explosion leur parvient suivi de retombées plusieurs heures plus tard. Ces retombées constituées d'une fine poussière blanchâtre et friable de corail calciné contenant des produits de fission à haute dose tombent sur le navire durant 3 heures. Les marins la stockent à mains nues dans des sacs. La poussière s'accroche aux surfaces, corps et cheveux ; après que les effets de la radiation ont commencé à apparaître, les pêcheurs la surnomment shi no hai (死の灰, « cendre de mort »).
Au moment du test, le Daigo Fukuryū Maru opère en dehors de la zone dangereuse établie au préalable par le gouvernement américain. Cependant, le test s'avère trois fois plus puissant que prévu, et les vents emportent les retombées radioactives au-delà de la zone de sécurité. Les pêcheurs réalisent le danger et tentent de se diriger hors de la zone mais prennent le temps de retirer leur matériel de pêche de l'océan, ce qui les expose aux retombées durant plusieurs heures.

### Retour de l'équipage et polémique
Les 24 membres d'équipage contaminés reviennent à Yaizu au Japon le 14 mars. Les marins qui souffrent de nausées, de maux de tête, de brûlures, de douleurs aux yeux et de saignements des gencives sont diagnostiqués comme souffrant d'un syndrome d'irradiation aiguë sont admis dans des hôpitaux de la capitale, Tokyo. Le 23 septembre, le radio-opérateur Aikichi Kuboyama âgé de 40 ans meurt ; il s'agit de la première victime japonaise d'une bombe à hydrogène,.
Le gouvernement américain refuse de dévoiler la composition de la bombe impliquée, motivant cette position par des questions de sécurité nationale, car les rapports isotopiques, plus précisément la fraction de neptunium 237, peut révéler la composition de la bombe. Lewis Strauss, le dirigeant de la Commission de l'énergie atomique des États-Unis lance une série de démentis, allant jusqu'à indiquer que les lésions dont souffrent les marins ne sont pas causées par les radiations mais par l'action chimique du corail calciné. Il indique aussi que le navire s'est retrouvé dans la zone interdite au moment de l'explosion (alors que le navire s'en trouvait en fait éloigné de 65 km), et qu'il s'agit d'une opération soviétique visant à exposer intentionnellement un navire japonais pour discréditer les États-Unis et recueillir des informations sur l'essai. Il nie aussi le degré de contamination des poissons pêchés par le Fukuryu Maru et d'autres navires. La Food and Drug Administration impose cependant des restrictions strictes sur les importations de thon. Les États-Unis vont dépêcher au Japon deux experts médicaux dans le but de limiter la diffusion publique de l'enquête et d'étudier les effets des retombées sur l'équipage, sous prétexte d'apporter leurs compétences pour leur traitement.
Après que les États-Unis auront révisé à la hausse l'étendue de la zone dangereuse, il sera révélé qu'en plus du Daigo Fukuryū Maru, beaucoup d'autres bateaux de pêche ont été exposés aux contaminations au moment de l'explosion. On estime qu'une centaine de ces navires se sont en fait retrouvés contaminés à des degrés divers durant l'opération. Beaucoup d'habitants de l'archipel des Marshall sont touchés et des îles entières devront être évacuées.

## Conséquences
La contamination du Daigo Fukuryū Maru contribuera grandement à renforcer le mouvement antinucléaire au Japon, en particulier en raison de la crainte que du poisson contaminé ait été introduit sur le marché. L'affaire inspirera aussi tout le genre des kaijū eiga (films de monstres) à commencer par Godzilla sorti en 1954. Le gouvernement américain craint à l'époque que la réaction japonaise ne donne naissance à un mouvement anti-américain et engage rapidement des négociations avec le gouvernement japonais dirigé par le premier ministre Shigeru Yoshida réputé pro-américain afin de résoudre le contentieux. Les États-Unis acceptent de payer 2 millions de dollars en compensation aux victimes japonaises de l'essai nucléaire avec pour contrepartie le fait que le Japon renonce à toute demande ultérieure de réparations.

## LeDaigo Fukuryū Marudans la culture populaire
Le Daigo Fukuryū Maru est depuis sa restauration en 1976 visible dans une salle d'exposition de Tokyo à Yumenoshima.
Dans le roman de science-fiction Yapou, bétail humain de Shōzō Numa, il est fait mention du Daigo Fukuryū Maru dans le chapitre XXIV.
Le film Godzilla, Mothra and King Ghidorah: Giant Monsters All-Out Attack comporte un extrait où, alors que Godzilla surgit et dévaste le port de Yaizu, on peut voir l'affiche du Dragon Chanceux n°5.